# FS ALn 880
L'autorail FS ALn 880 est un autorail à moteur Diesel des Ferrovie dello Stato Italiane - FS, les chemins de fer italiens. Cette série a été conçue au lendemain de la Seconde Guerre mondiale et produite de 1950 à 1953, elle est restée en service jusqu'en 1985. Un seul exemplaire d'une motrice est conservé. 

## Histoire
Après la fin de la Seconde Guerre mondiale, le réseau ferré italien est en très mauvais état à la suite des bombardements massifs de l'armée américaine. Beaucoup de matériels roulants ont été détruits et la compagnie nationale, les FS, ont hâte de pouvoir relancer le transport des voyageurs à travers le pays. 
Cet autorail, qui fait suite à la fameuse série des Fiat Littorine d'avant guerre, a été conçu pour traîner une remorque mais aussi pour former une rame par couplage de plusieurs éléments, 3 au maximum. La motrice comme la remorque bénéficient d'une cabine de conduite à chaque extrémité et des soufflets sont prévus pour assurer la circulation des voyageurs entre les éléments.
L'ALn 880 est un autorail qui bénéficie de toute l'expérience du constructeur milanais Breda C.F. qui a toujours travaillé en collaboration avec le concepteur du premier autorail au monde, la fameuse Fiat Littorina mais aussi les rames automotrices rapides, les ATR.100, les FS ALn 56 et FS ALn 556.
Cet autorail a été conçu, comme toujours en Italie, par le service ingénierie des FS et adapté par le constructeur désigné à la suite d'un appel d'offres. Il s'agit d'un réel défi qu'à voulu relever Breda costruzioni ferroviarie qui a accepté une commande ferme de 40 motrices et 10 remorques plus habituée à recevoir une partie de commande partagée avec au moins un autre constructeur. La série, motrices et remorques a été fabriquée de 1950 à 1953.
Les premières unités fabriquées ont été attribuées en été 1950 aux dépôts des FS de Naples Campi Flegrei et Trévise et mises en service en automne de la même année. Les lignes desservies à l'origine, étaient : 
- Rome-Cassino-Naples
- Naples Campi Flegrei - Tarente via Salerne-Battipaglia-Metaponto

jusqu'en 1964, date à laquelle les ALn 880 furent remplacées par les rames ETR 250 et ETR 300 également l'œuvre de Breda C.F.. Les autorails ALn 880 du dépôt de Naples ont été répartis entre celui de Trévise et de Bologne Centrale.
Les derniers voyages commerciaux des ALn 880 ont été effectués le 1er juin 1985 sur la ligne Bologne-Faenza-Ravenne, et sur la ligne Faentina. Les autorails assurant d'autres liaisons ont été radiés peu avant. Seul l'ALn 880.2018 a été préservé et est exposé au Musée national ferroviaire de Pietrarsa à Naples.
Ces autorails, comme tous ses prédécesseurs comportaient une isolation intérieure avec des composés d'amiante, incompatibles avec les règles de sécurité italiennes, obligeant dès 1981 à décontaminer les caisses où à les détruire avant la fin d'année 1985. 

## Caractéristiques techniques
La principale caractéristique de ces autorails était la présence d'un seul moteur par motrice. Jusqu'alors, tous les autorails italiens étaient dotés d'au moins deux moteurs, un à chaque extrémité.
Pour la première fois sur ce type de matériel, on avait donc un seul moteur Breda type D19/SA12P, un moteur 12 cylindres opposés à plat et suralimenté, placé sous la caisse et non pas sur un bogie. D'une puissance de 338 kW à 1.500 tours par minute, la transmission était assurée par une boîte de vitesses épicycloïdale, solution que l'on trouve souvent sur les matériels Breda. La traction était assurée par un seul bogie. La puissance du moteur a été ramenée à 315 kW afin de diminuer le niveau sonore un peu trop élevé à l'origine.

## Modèles dérivés de l'ALn 880 Breda
Le moteur et la transmission de l'ALn 880 ont été utilisés sur l'Autorail M2 série 120, pour les voies métriques de la compagnie ferroviaire Mediterranea Calabro-Lucane (MCL). Des autorails strictement dérivés de ceux réalisés pour MCL furent réalisés par Breda C.F. aux compagnies grecques de Thessalia et Chemins de fer grecs Nord-Ouest.

## Unités préservées
Seule la motrice ALn 880.2018 est conservées au Musée national ferroviaire de Pietrarsa à Naples.